# Фридрих фон Байхлинген
Фридрих (II) фон Байхлинген (на немски: Friedrich (II) von Beichlingen; на латински: Fridericus comes de Bichelingen * ок. 1280; † сл. 5 юни 1331 или 1333) от графския род Нортхайми, е граф на Байхлинген-Ротенбург.

## Произход
Той е син на граф Фридрих VI фон Байхлинген († сл. 23 март 1313) и съпругата му Лукардис († пр. 19 юли 1294). Внук е на граф Фридрих IV фон Байхлинген († 1275/1276) и втората му съпруга Хердвиг фон Ротенбург († 1292/1294). Брат е на Герхард I фон Байхлинген († 1324/29 септември 1329).

## Фамилия
Първи брак: ок. 1300 или на 7 януари 1301 г. с Елизабет фон Анхалт († пр. 1306), дъщеря на княз Ото фон Анхалт и съпругата му Хедвиг от Силезия. Бракът е бездетен.
Втори брак: през 1306 г. с Алиса (Алесина) фон Брауншвайг-Люнебург (* 1282; † сл. 17 ноември 1312?), най-възрастната дъщеря на херцог Хайнрих I фон Брауншвайг-Люнебург и съпругата му Агнес фон Майсен. Тя е внучка на император Фридрих II и сестра на византийската императрица Ирена Алемана (1293 – 1324), съпругата на византийския император Андроник III Палеолог. Бракът е бездетен.